# Ойген Прейсс
Ойген Прейсс (нім. Eugen Preiß; нар. 1872 — пом. 24 квітня 1961, Відень, Австрія) — австрійський єврейський актор, режисер і сценарист.

## Життєпис
Ойген Прейсс дебютував у німому кіно на початку 1920-х років, знявшись за час своєї акторської кар'єри у 15-ти фільмах. У 1922 році він зіграв роль композитора Ріхарда Вагнера у фільмі Отто Крейслера «Людвіг II» про баварського короля Людвіга. У 1926 році спільно з Луїсом Сіманом поставив як співрежисер стрічку «Післявоєнні акули» (нім. Haifische der Nachkriegszeit).
У 1941 році Прейсс знявся в нацистському пропагандистському фільму режисера Густава Учицкі «Повернення додому», де створив антисемітський образ єврея Кауфмана Саломонсона. Під час зйойок фільму актор захворів на тиф і був інтернований; виконавиця головної ролі у фільмі Паула Весселі відвідувала Прейса щодня і блокувала його депортацію до концтабору.
Після Другої світової війни Ойген Прейсс знявся лише у двох фільмах: у Георга Вільгельма Пабста в «Процесі» (1948) та в ролі композитора Ференца Ліста в мелодрамі «Анні» (1948, реж. Макс Нойфельд).

## Фільмографія
| Рік  | Назва українською                               | Оригінальна назва                                    | Роль                       |
| ---- | ----------------------------------------------- | ---------------------------------------------------- | -------------------------- |
| 1920 | Жінка в білому                                  | Der Weibsteufel                                      | Тоні                       |
| 1920 | Еноптрія — битва за сонце                       | Enoptria — Der Kampf um die Sonne                    | слуга Стефенсона           |
| 1921 | Мертвий весільний гість                         | Der tote Hochzeitsgast                               | довірена особа             |
| 1921 | Теодор Герцль, прапороносець єврейського народу | Theodor Herzl, der Bannerträger des jüdischen Volkes | Папа Лев XIII              |
| 1921 | Життя, любов і страждання Моцарта               | Mozarts Leben, Lieben und Leiden                     | архієпископ Граф Коллоредо |
| 1922 | Людвіг II                                       | Ludwig II                                            | Ріхард Вагнер              |
| 1923 | Схід і захід                                    | Ost und West                                         |                            |
| 1925 | Прокляття                                       | Der Fluch                                            | підданий                   |
| 1927 | Віровідступник                                  | Der Abtrünnige                                       |                            |
| 1941 | Повернення додому                               | Heimkehr                                             | Кауфман Саломонсон         |
| 1948 | Процес                                          | Der Prozeß                                           |                            |
| 1948 | Анні                                            | Anni                                                 | Ференц Ліст                |